# Lords of the Realm II
Lords of the Realm II es un videojuego editado por Sierra Entertainment y desarrollado por Impressions Games. Fue primeramente lanzado para PC el 31 de octubre de 1996 y es el segundo juego en la serie Lords of the Realm.
El juego tiene lugar en una época medieval, con gobernantes de varios condados luchando por el derecho a ser el rey del país. Los jugadores deben sembrar cultivos, acumular recursos, producir armas, administrar sus ejércitos, construir y poner asedios a castillos e intentar conquistar las tierras de sus enemigos.

## Jugabilidad
Lords of the Realm II es muy diferente de muchos otros videojuegos de estrategia medieval. En él no existe la magia, y no hay Árbol tecnológico. Los jugadores necesitan administrar cuidadosamente alimentos (vacas, grano), la población y los niveles de felicidad mientras evitan revueltas campesinas o invasiones por parte de otros condados. El juego es una combinación de administración de recursos por turnos, en el cual los jugadores siembran sus cultivos, acumulan recursos, producen armas, administran ejércitos, construyen y ponen asedios a castillos e intentan conquistar las tierras de sus enemigos; y estrategia en tiempo real, con jugadores capaces de controlar unidades individualmente o en grupos.
Comparado al original, Lords of the Realm II tiene mejores gráficos y un sistema de administración mejorado.

## Secuelas
El juego tuvo una expansión lanzada en 1997, Lords of the Realm II: Siege Pack, que incluye nuevos escenarios de combate. Fue seguido años más tarde por la muy cambiada secuela Lords of the Realm III.  